# Romanówka (rejon łucki)
Romanówka  (ukr. Романівка) – wieś położona na Ukrainie, w rejonie łuckim, w obwodzie wołyńskim, w 2001 r. liczyła 94 mieszkańców.